# Monestir d'Estúdion
|  | Aquest article tracta sobre el monestir. Vegeu-ne altres significats a «Studium (revista)». |

El monestir d'Estúdion (en grec antic: Μονή του Αγίου Ιωάννη του Προδρόμου εν τοις Στουδίου 'Monestir de sant Joan Baptista a Estúdion') va ser el més important dels monestirs de Constantinoble, situat prop de la Propòntida, al barri de Psamatia.
El va fundar l'any 462 (o 463) el cònsol anomenat Flavi Estudi (Flavius Studius, o Stúdios), un romà establert a Constantinoble, i el va dedicar a Sant Joan Baptista. Els primers monjos que hi va haver eren d'un orde cristià ortodox anomenats acemetes.
Amb el temps les normes del monestir d'Estúdion van ser preses com a model pels monjos del Mont Atos i d'altres monestirs romans d'Orient. Els monjos d'Estúdion es van mostrar lleials en diverses ocasions conflictives i en especial en el cisma d'Acaci (489-519), i el conflicte iconoclasta, que es va estendre pels segles viii i ix, quan l'hegumen (abat) Sabbas va defensar l'ortodòxia contra els iconoclastes al Segon Concili de Nicea l'any 787.
Constantí V (741-775) els va expulsar temporalment del monestir però hi van tornar a la mort de l'emperador i llavors els va dirigir l'antic abat Sabbas, i quan va morir el va succeir Teodor Estudita, que va tenir un govern conflictiu, durant el que els monjos van ser expulsats algunes vegades i alguns van morir executats. Després de Teodor, el seu deixeble Naucraci va restablir la disciplina quan ja s'havia acabat el conflicte iconoclasta. L'abat Nicolau es va negar a reconèixer a Foci com a patriarca i va ser empresonat. Cinc successors van reconèixer a Foci. Teodor hi va establir una famosa escola de cal·ligrafia i fins al segle xi va ser el centre de la poesia religiosa romana d'Orient. Alguns himnes d'aquella època encara s'utilitzen a l'església grega.
Al segle xi, l'any 1024, els croats van destruir el monestir, i encara que es va tornar a habitar no es va reconstruir fins al segle xiii. Durant el govern de Simeó, un monjo de nom Nicetes Pectorat va fer un violent atac contra els llatins en un llibre i va ser cridat a presència de l'emperador i del Papa per cremar públicament el seu llibre, l'any 1054, però la disputa es va reiniciar poc després. El monestir, ja en decadència, no va parar de baixar.
L'any 1290 es va reconstruir però va ser destruït en la major part el 1453 en la conquesta otomana i només va restar l'església de Sant Joan Baptista, convertida en mesquita.